# Plana del Perduet
La Plana del Perduet és un jaciment arqueològic d'època paleolítica al terme municipal de L'Albagés, (Les Garrigues), inclòs a l'Inventari del Patrimoni Arqueològic i Paleontològic de Catalunya.
S'ubica en un context d'explotació agropecuària. El jaciment es tracta d'un abric de dimensions reduïdes, amb l'entrada coberta parcialment per la vegetació. S'ha interpretat com un possible espai d'habitació. Cronològicament correspon a contextos paleolítics. El jaciment de la Plana del Perduet localitzat com a resultat de la realització de una prospecció arqueològica preventiva l'any 2003, en el marc del Pla Espacial Urbanístic de Reserva del Sòl (PEURS) al canal Segarra-Garrigues. Durant les tasques de prospeccions realitzades pel Grup d'Investigació Prehistòrica (GIP) de la Universitat de Lleida, per encàrrec de l'empresa Regs de Catalunya SA (REGSA), es va documentar la presència d'un abric. Al jaciment de la Plana del Perduet es va trobar un conjunt de materials lítics concrecionats i patinats. Està format per dues làmines de sílex—una retocada i altra sense retocar—,i 10 ascles de sílex.